# Beerware
BeerWare é um modelo de licença parecido com Freeware e Shareware no qual o usuário final de um programa de computador é encorajado de comprar uma cerveja (beer, em inglês) para o autor do software ou, alternativamente, beber uma cerveja  em honra do autor.

## Texto integral e Tradução
```
/*
* ----------------------------------------------------------------------------
* "THE BEER-WARE LICENSE" (Revision 42):
* <phk@FreeBSD.ORG> wrote this file. As long as you retain this notice you
* can do whatever you want with this stuff. If we meet some day, and you think
* this stuff is worth it, you can buy me a beer in return Poul-Henning Kamp
* ----------------------------------------------------------------------------
*/
```

Tradução:
```
/*
* ----------------------------------------------------------------------------
* "A LICENÇA BEER-WARE ou A LICENÇA DA CERVEJA" (Revisão 42 - Tradução Português Brasil 1):
* <phk@FreeBSD.ORG> escreveu este arquivo. Enquanto você retiver esta nota, você
* poderá fazer o que quiser com esta coisa. Caso nos encontremos algum dia e você ache
* que esta coisa vale, você poderá me comprar uma cerveja em retribuição, Poul-Henning Kamp.
* ----------------------------------------------------------------------------
*/
```